# Солонувата вода
Солонувата або Міксогалінна вода — це така, що має більшу солоність, ніж прісна вода, але не настільки, як морська вода. Це може бути результатом змішування морської води з прісною водою (наприклад, у гирлах річок), або результатом мінералізації із водоносних горизонтів. Деякі види діяльності людини можуть призвести до засолення води, зокрема, зведення інженерних споруд, таких як греблі, і затоплення прибережних боліт.
Солонувата вода містить від 0,5 до 30 грамів солі на літр, що частіше виражається у вигляді 0,5 до 30 частин на тисячу (ppt або ‰).
Солонуваті води поділяються на декілька категорій:
- Олігогалінні — мінералізація 0,5-5 ‰
- Мезогалінні — 5-18 ‰
- Полігалінні — 18-30 ‰